# Вацлав Вондрак
Вацлав Вондрак (чеськ. Václav Vondrák; 22 вересня 1859, Дуб — 13 серпня 1925, Брно) — чеський філолог-славіст. Доктор філософії (1884).

## Біографія
Народився 22 вересня 1859 в містечку Дуб (Богемія, Чехія). Вивчав романську, а потім і слов'янську філологію (останню під керівництвом Франца Міклошича) у Віденському університеті. У 1884—1891 роках приватний вчитель. Асистент (1891), приват-доцент (1893), екстраординарний (1903) та ординарний (1910) професор Віденського університету. У 1895—1910 роках одночасно зберігач Віденської придворної бібліотеки. З 1908 року спільно з М. Решетаром керував кафедрою слов'янської філології. З 1920 року професор університету в Брно.
Помер 13 серпня 1925 року в Брно.

## Наукова робота
Вондрак — автор фундаментальних досліджень в галузі граматики церковнослов'янської мови (1900; частина, присвячена синтаксису, опублікована в 1915 році російською мовою), порівняльної граматики слов'янських мов, а також двох церковнослов'янських хрестоматій.

### Твори
- Über einige orthographische und lexikalische Eigentümlichkeiten des Codex Suprasliensis im Verhältnis zu den anderen altslovenischen Denkmälern. W., 1891;
- Zur Würdigung der altslovenischen Wenzelslegende und der Legende vom hl. Prokop. W., 1892;
- Glagolita Clozův. Praha, 1893;
- Frisinské památky, jejich vznik a význam v slovanském písemnictví. Praha, 1896;
- Nový text hlaholský církevnĕslovanské legendy o sv. Václavu // Časopís Musea Království Českého. Praha, 1903. № 77. S. 145—162, 435—448;
- O původu Kijevskích listů a Pražkích zlomků a o bohemismech v starších církevnĕslovanských památkách vůbec. Praha, 1904;
- Altkirchenslavische Grammatik. B., 1910, 1912..